# Xã Butler, Quận Day, South Dakota
Xã Butler (tiếng Anh: Butler Township) là một xã thuộc quận Day, tiểu bang Nam Dakota, Hoa Kỳ. Năm 2010, dân số của xã này là 49 người.